# Gimmick

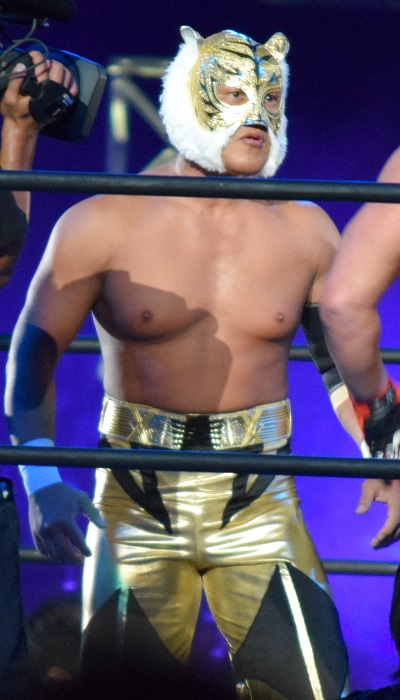
Tiger Mask – gimmick, którym posługiwało się sześciu różnych wrestlerów, na zdjęciu Yoshihiro Yamazaki

Gimmick – postać odgrywana przez wrestlera. Na gimmick składa się zbiór cech charakterystycznych dla zawodnika, jego ubiór oraz historia w kayfabe. Ma on swoje przełożenie na zachowanie zawodnika w czasie pojedynków i w segmentach promocyjnych. W zależności od swojego gimmicku wrestler może być face’em, czyli bohaterem pozytywnym, któremu kibicuje publiczność, lub heelem – czarnym charakterem znielubionym przez publiczność. Wrestler, który nie jest ani face’em, ani heelem, nazywany jest tweenerem.
Termin gimmick, w języku polskim oznaczający sztuczkę, chwyt lub gadżet, jest jak większość pojęć związanych z wrestlingiem zapożyczony bezpośrednio z języka angielskiego.

## Historia

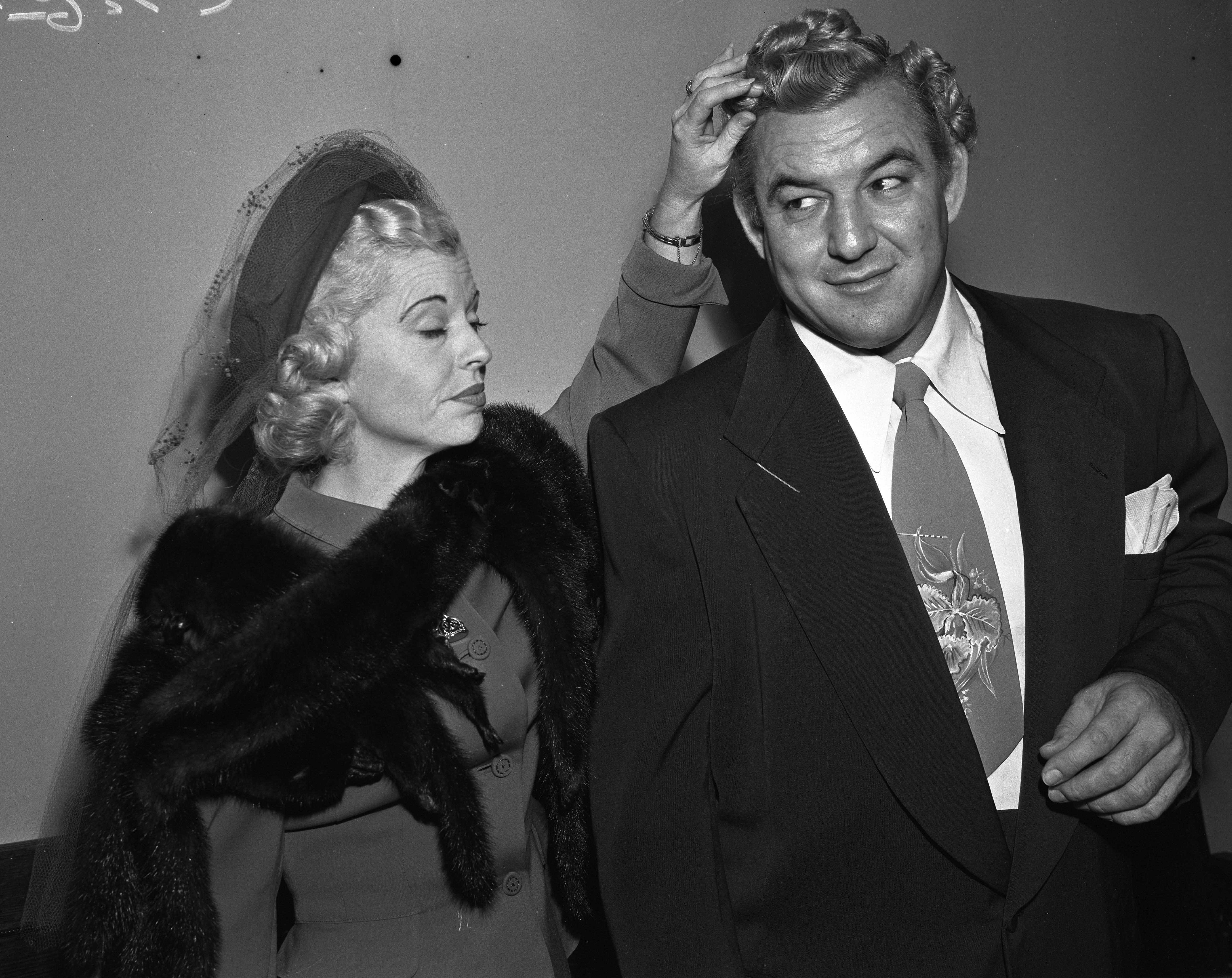
Gorgeous George (z żoną Elizabeth), popularyzator wrestlingu jako rozrywki sportowej

Gimmicki były wykorzystywane we wrestlingu od samego początku. Już w latach 30. XIX wieku zapaśnicy podróżujący z trupami cyrkowymi często mieli zmyślone imiona, pochodzenie i przeszłość. Posługiwali się takimi pseudonimami ringowymi, jak „Edward, pożeracz stali”, „Gustave z Awinionu, niszczyciel kości”, czy „Bonnet, wół z Alp Południowych”. W drugiej połowie XIX wieku i na początku XX wieku, gdy zapasy były organizowane w całej Europie, gimmicki były powszechne wśród zapaśników biorących udział w turniejach. W 1873 roku w Paryżu wystąpił pierwszy zapaśnik w masce – posługiwał się on pseudonimem Zamaskowany Zapaśnik. Wśród światowych mistrzów zapasów na turnieju organizowanym w Paryżu byli między innymi Francuz Paul Pons zwany Kolosem, Turek Kara Ahmed alias Wschodni Potwór lub Straszliwy Turek, Bułgar Nikola Petrow alias Lew Bałkanów oraz Ukrainiec Iwan Poddubny alias Ukraiński Olbrzym lub Mistrz Mistrzów.
Gorgeous George uważany jest za człowieka, który radykalnie zmienił podejście wrestlerów i promotorów wrestlingu wobec gimmicków w latach 40. i 50. XX wieku. Jego gimmick był bardziej barwny i showmański od innych, dotąd znanych. Gorgeous George był pierwszym wrestlerem, któremu przy wejściu na ring towarzyszyła muzyka. Spopularyzował też funkcję managera (osoby towarzyszącej wrestlerowi, niebiorącej udziału w pojedynkach). Jego wejścia na ring przypominały ceremonie. Był narcyzem z obsesją na punkcie swoich włosów. Za zadanie postawił sobie wzbudzanie niechęci widowni, aby jego przegrana była w oczach publiczności bardziej satysfakcjonująca. Często też oszukiwał i kłócił się z sędzią. Od tej pory barwne gimmicki, narcystyczni heelowie wzbudzający niechęć publiczności, managerowie i ceremonialne wejścia na ring z muzyką w tle stały się powszechne we wrestlingu.
W drugiej połowie XX wieku gimmicki z czasem stawały się coraz bardziej przerysowane. Utworzył się wyraźny podział na heelów, czyli czarne charaktery, i face’ów, czyli mających wsparcie publiczności bohaterów. Zawodnicy nosili kolorowe stroje, a charakter ich gimmicków był niejednokrotnie przyrównywany do bohaterów komiksów lub kreskówek. Wrestlerzy zachowywali się zgodnie z wybranym przez siebie gimmickiem zarówno w czasie gal, jak i poza nimi, a wywiady i segmenty promocyjne w znacznej mierze improwizowano. Zaczęło się to zmieniać w XXI wieku. Obecnie gale są najczęściej kreowane na realistyczne. Dominują gimmicki przyziemne, wrestlerzy rzadko improwizują, a segmenty promocyjne przebiegają w znacznej mierze zgodnie ze scenariuszem.

## Częste gimmicki
Gimmicki mogą być przyziemne. Niektórzy zawodnicy polegają bardziej na swoich umiejętnościach wrestlerskich i występują jako zwykli ludzie, którzy walczą za pieniądze; tak było na przykład w przypadku wieloletniego mistrza WWWF, Bruno Sammartino oraz większości wrestlerów WWE w okresie zwanym Reality Era. Wielu zawodników woli jednak odgrywać bardziej charakterystyczne postacie, często mające przerysowane osobowości i odpowiednio dopasowane do gimmicku stroje. W niektórych przypadkach wrestlerzy byli tak przywiązani do swojego gimmicku, że nie wychodzili z roli nawet w poważnych sytuacjach. Na przykład Sabu udawał, że nie umie mówić po angielsku nawet kiedy został odwieziony do szpitala z powodu złamanej szyi.

### Gimmicki wzorowane na zawodach

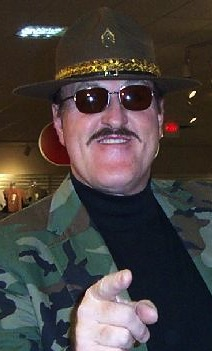
Sgt. Slaughter w mundurze sierżanta

Są to postacie, które wykonują na co dzień inny zawód i afiszują się z tym na galach wrestlerskich, w trakcie których noszą swój strój roboczy. Przykładami wrestlerów z tym gimmickiem są: fryzjer Brutus „The Barber” Beefcake, policjant Big Boss Man, klaun Doink the Clown, sierżant Slaughter i poborca podatkowy Irwin R. Schyster. Często spotykanym gimmickiem wzorowanym na zawodzie jest gimmick modela, z którego znani byli między innymi Eva Marie, Rick Martel, Lacey Evans i Tyler Breeze.

### Gimmicki wzorowane na kulturze popularnej
Czasem wrestlerzy czerpią inspiracje na swoje postacie z kultury popularnej. Tymi inspiracjami mogą być własności intelektualne lub subkultury. Gimmick Johna Ceny był inspirowany kulturą hiphopową, Daffney zainspirowała się subkulturą gotycką, a Dude Love ruchem hippisowskim. Honky Tonk Man był wzorowany na Elvisie Presleyu, a Rob Van Dam na Jean-Claude Van Damie. Glacier nawiązuje do postaci Sub-Zero z serii gier Mortal Kombat. Sting inspirował się Erikiem Dravenem z filmu Kruk, Razor Ramon Tonym Montaną z filmu Człowiek z blizną z 1983 roku, Pirate Paul Burchill Jackiem Sparrowem z filmu Piraci z Karaibów: Klątwa Czarnej Perły, Outback Jack tytułowym bohaterem filmu Krokodyl Dundee, Waylon Mercy Maxem Cady z filmu Przylądek strachu z 1991 roku, Mankind Hannibalem Lecterem granym przez Anthony’ego Hopkinsa w różnych filmach, a Alexa Bliss postacią Harley Quinn z filmu Legion samobójców.
W amerykańskim wrestlingu różne gimmicki były wzorowane na postaciach z serii filmowej Mad Max. Lord Humongous jest odpowiednikiem postaci o tym samym imieniu z filmu Mad Max 2. Tag teamy Demolition i Road Warriors były wzorowane na Psach Wojny z filmu Mad Max 2. Członkowie Road Warriors szczególną inspirację czerpali z postaci Weza. Fit Finlay inspirował się Maksem Rockatansky z filmów Mad Max 2 i Mad Max pod Kopułą Gromu. Matt Hardy wzorował swój wygląd na Toecutterze z filmu Mad Max. Mad Maxine również wzoruje swój gimmick na postaciach z tego uniwersum.
W japońskim wrestlingu kilkukrotnie pojawili się wrestlerzy, którzy odgrywali antagonistów z popularnych w danym momencie horrorów. Michael Kirchner odgrywał rolę Leatherface’a, Doug Gilbert Freddy’ego Kruegera, a Karl Moffat Jasona Voorheesa.

### Gimmicki wzorowane na stereotypach kulturowych

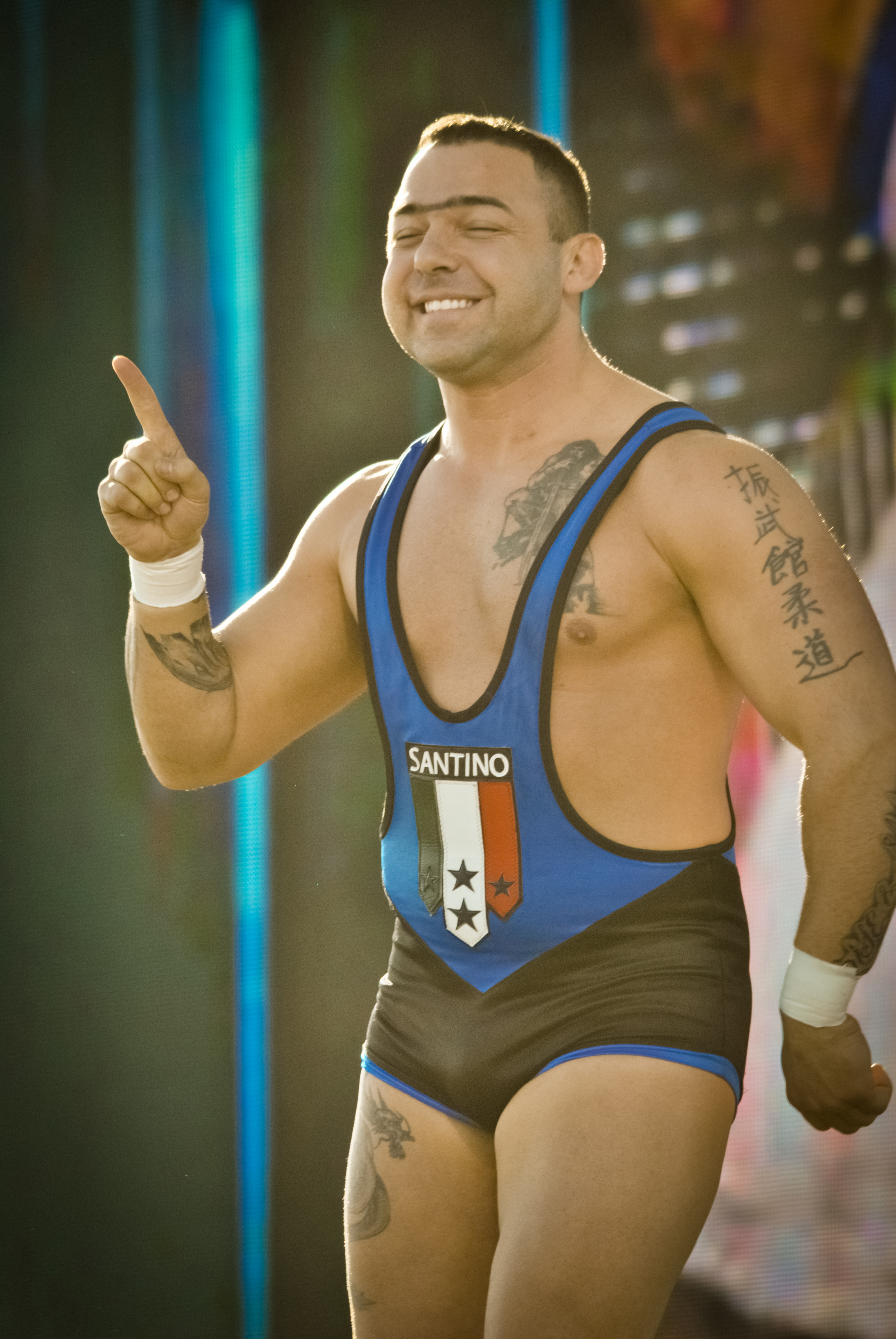
Santino Marella posługujący się gimmickiem Włocha

Są to postacie, które eksponują swoją narodowość lub pochodzenie. Często noszą strój tradycyjny dla swojej kultury i zazwyczaj wykazują stereotypowe zachowanie. Heelowie z tym gimmickiem często są antyamerykańskimi nacjonalistami.
Wrestlerzy z tym gimmickiem, będący tej samej narodowości, co grane przez nich postacie to między innymi: urodzony w Płowdiwie bułgarski brutal Rusev, urodzony w Teheranie irański szejk The Iron Sheik, urodzony w Golborne brytyjski buldog Davey Boy Smith i urodzony w Dublinie celtycki zdobywca Sheamus.
Często wrestlerzy są innej narodowości, niż ich gimmicki. Amerykanin włoskiego pochodzenia Marc Copani grał Amerykanina pochodzenia arabskiego, Muhammada Hassana, rdzenny Ghańczyk Kofi Kingston udawał Jamajczyka, a Amerykanin samoańskiego pochodzenia Rodney Anoaʻi udawał Japończyka Yokozunę.

#### Amerykanie
Przez większość drugiej połowy XX wieku Amerykanie byli jednymi z głównych heelów w japońskich organizacjach wrestlerskich. W latach 50. Rikidōzan przyczynił się do popularyzacji wrestlingu w Japonii wykorzystując antyamerykańskie nastroje, które upowszechniły się w tym państwie po przegranej II wojnie światowej. Często pokonywał amerykańskich wrestlerów ciosem karate.
W meksykańskim wrestlingu Amerykanie często są heelami i rasistami. Jednym z bardziej wyróżniających się amerykańskich heelów w Meksyku jest Sam Polinsky, który od 2017 roku odgrywa postać zwolennika prezydenta Stanów Zjednoczonych Donalda Trumpa. Często występuje z flagą Stanów Zjednoczonych, na której znajduje się też wizerunek Trumpa. Wcześniej był heelem w Londynie. Odgrywał wtedy postać amerykańskiego patrioty, który mówi protekcjonalnie do reszty świata.
W samych Stanach Zjednoczonych amerykańscy patrioci mogą być face’ami lub heelami. Noszą oni elementy stroju w barwach flagi Stanów Zjednoczonych, a czasem pokazują się też z samą flagą. Ich wejściom na ring towarzyszy proamerykańska pieśń lub melodia. Face’owie z założenia mają reprezentować pozytywne amerykańskie wartości, takie jak sprawiedliwość i obrona słabszych. Często rywalizują z heelami innych narodowości. Heelowie będący amerykańskimi patriotami zwykle są ksenofobami i uważają się za lepszych od innych. Przykładami pozytywnych amerykańskich patriotów we wrestlingu są Hacksaw Jim Duggan, Hulk Hogan, Lex Luger, The Patriot, Dusty Rhodes i tag team The U.S. Express (Barry Windham i Mike Rotunda). Heelami z tym gimmickiem byli natomiast Zeb Colter i Jack Swagger. Kurt Angle był amerykańskim patriotą-heelem, ale po zamachu z 11 września 2001 roku stał się patriotą-face’em.

#### Rosjanie

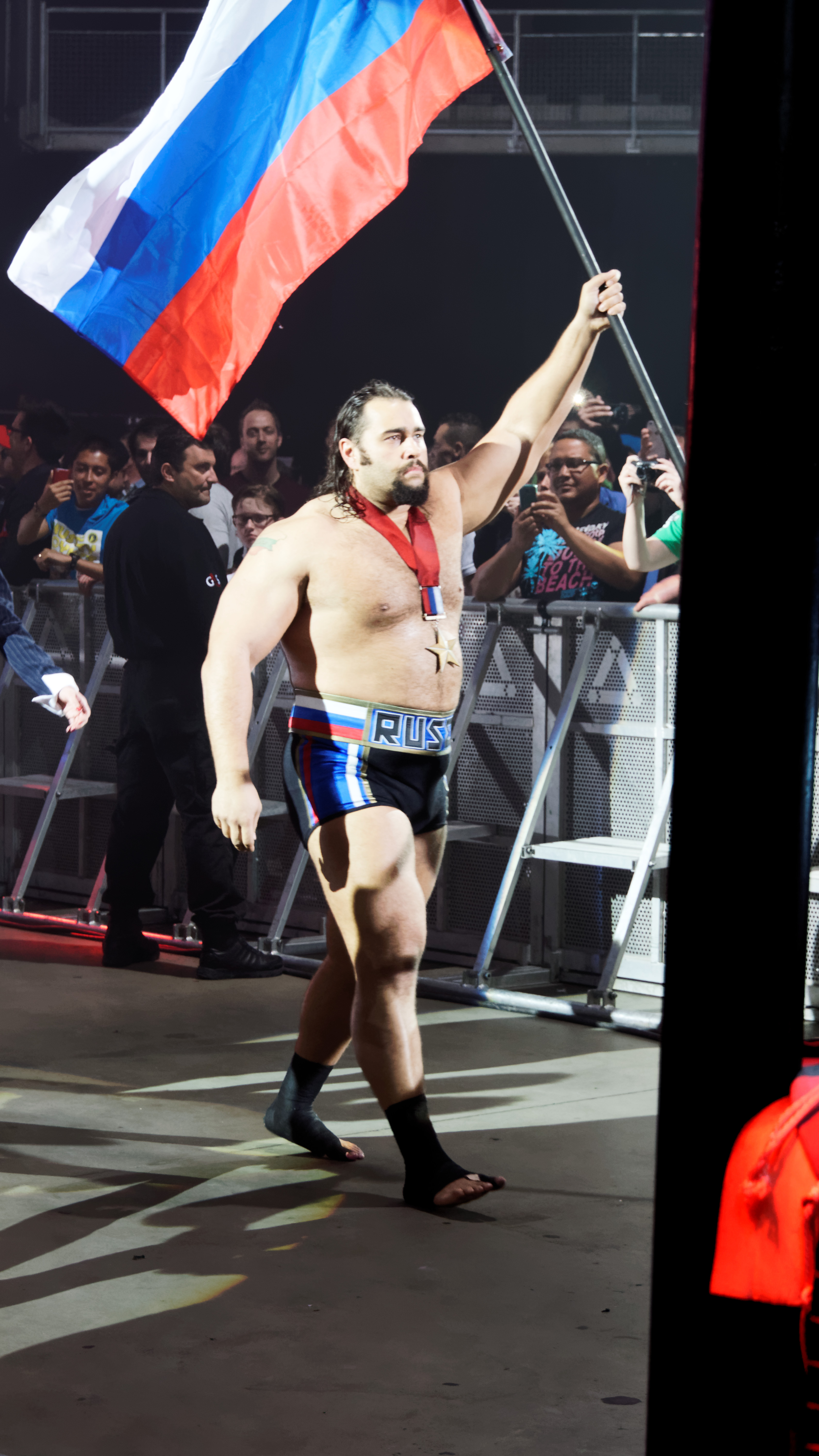
Rusev z flagą Rosji i medalem Bohatera Federacji Rosyjskiej

W największych amerykańskich organizacjach wrestlerskich, takich jak WWE, WCW, NWA i AWA, wielokrotnie pojawiali się fikcyjni Rosjanie. Prawie zawsze byli oni heelami i antyamerykańskimi nacjonalistami, jednak w ich role zwykle nie wcielały się osoby rosyjskiego pochodzenia. W czasach ZSRR byli też komunistami i radzieckimi patriotami – wówczas nosili czerwone elementy stroju i często można było ich zobaczyć ubranych w płaszcze z długim rękawem oraz uszanki.
Specyficzny rosyjski gimmick ma Rusev, który nie kryje się z tym, że jest Bułgarem, ale za swój autorytet uważa Władimira Putina. Przez pewien czas wchodził na ring z flagą Rosji i w towarzystwie rosyjskiej managerki Lany. 2 czerwca 2014 został w kayfabe nagrodzony medalem Bohatera Federacji Rosyjskiej.
Przypadki, kiedy wrestler z gimmickiem złego Rosjanina stał się face’em, są nieliczne. Po tym, jak w 1986 roku wrestler Magnum T.A. przeżył wypadek drogowy kończący jego karierę, rosyjski koszmar Nikita Koloff zastąpił go w walce po stronie face’ów przeciwko stajni heelów The Four Horsemen i utworzył tag team z main eventerem Dustym Rhodesem. Do decyzji o zmianie charakteru jego postaci przyczyniła się również rosnąca popularność radzieckiego przywódcy Michaiła Gorbaczowa w Stanach Zjednoczonych. W 1990 roku, gdy zimna wojna dobiegła końca, Nikolai Volkoff został ambasadorem dobrej woli. Od tej pory promował pokojową współpracę między Stanami Zjednoczonymi a Związkiem Radzieckim, odnosił się z równym szacunkiem wobec obu państw i przed rozpoczęciem każdej walki odśpiewywał hymn Stanów Zjednoczonych.
Wrestlerzy z gimmickiem złego Rosjanina to między innymi: występujący w różnym składzie tag team The Kalmikoffs (Igor, Ivan, Karol i Nikita Kalmikoffowie), Boris Alexiev, rosyjski niedźwiedź Ivan Koloff, rosyjski koszmar Nikita Koloff, Alex Koslov, Vladimir Kozlov, Krusher Khruschev, Porywająca Rosjanka Lana, profesor Boris Malenko, rosyjski skrytobójca Vladimir Petrov, Rusev, Soldat Ustinov, Alexis Smirnoff, Mr. Strongko, tag team The Masked Russians i ich manager Nikita Mulkovicha oraz Nikolai Volkoff i Boris Zhukov, którzy przez pewien czas występowali jako tag team The Bolsheviks (pl. Bolszewicy).

#### Meksykanie

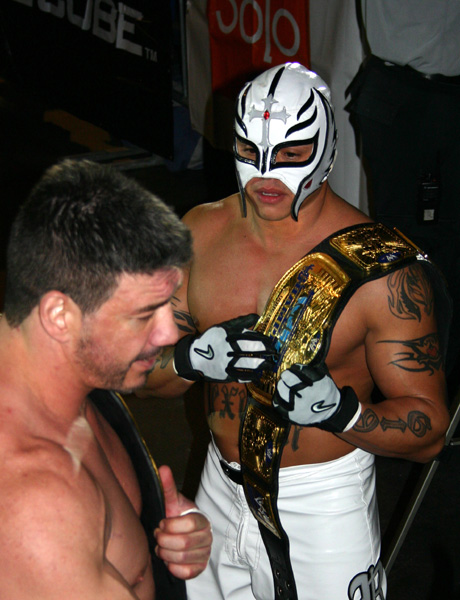
Latino Heat Eddie Guerrero (z lewej) i zamaskowany luchador Rey Mysterio (z prawej)

W meksykańskim wrestlingu, czyli lucha libre, luchadorzy noszą maski, które są kreowane na tożsamość zawodnika i symbol godności. Ich styl walki często opiera się na akrobacjach. W amerykańskim wrestlingu Meksykanie zwykle są wzorowani na luchadorach, ale waga ich masek jest umniejszona. W latach 90. XX wieku amerykańska organizacja World Championship Wrestling zaczęła zatrudniać luchadorów na dużą skalę, co przyczyniło się do ich popularyzacji w Stanach Zjednoczonych. Wśród tych zawodników byli między innymi: Super Calo, Ciclope, Juventud Guerrera, Rey Mysterio, La Parka, Psicosis i Los Villanos. Są również meksykańskie gimmicki oparte na stereotypach kulturowych, na przykład tag team Los Guerreros (do którego należeli Eddie Guerrero i Chavo Guerrero Jr.) był odzwierciedleniem stereotypu meksykańskiego gangstera, a ich motto brzmiało kłamiemy, oszukujemy, kradniemy.

#### Japończycy
Ponieważ wrestling jest popularny w Japonii, japońscy wrestlerzy zwykle najpierw odnoszą sukces w swoim ojczystym kraju, a gdy decydują się na rozpoczęcie kariery w Stanach Zjednoczonych pozostają niezmienieni, promując się na zdobytej już wcześniej popularności. Wówczas ich japońskie pochodzenie jest jednak wyraźnie eksponowane. Tak było na przykład w przypadku takich zawodników jak: Jushin Thunder Liger, Bull Nakano, Great Sasuke i Satoru Sayama. W niektórych przypadkach doświadczeni japońscy wrestlerzy otrzymują w Stanach Zjednoczonych inny pseudonim ringowy i kojarzące się z kulturą Japonii elementy stroju. Na przykład Kenta Kobayashi po przejściu do WWE NXT zmienił pseudonim na Hideo Itami, a Kana zmieniła pseudonim na Asuka i zaczęła nosić strój oraz maskę charakterystyczne dla teatru Nō. Istnieją też japońskie gimmicki oparte głównie na stereotypach kulturowych. Wrestlerzy odgrywający je zwykle nie mają w rzeczywistości japońskiego pochodzenia lub debiutowali w Stanach Zjednoczonych. Na przykład Hawajczyk Mr. Fuji był wzorowany na czarnym charakterze z filmu Goldfinger, Oddjobie. Debiutująca w USA Hiroko Suzuki miała gimmick gejszy. Amerykanin samoańskiego pochodzenia Rodney Anoaʻi odgrywał postać japońskiego zapaśnika sumo Yokozuny. A gimmick Aiko był wzorowany na stereotypowym wyobrażeniu członków Yakuzy.

#### Tubylczy Amerykanie
Gimmick Tubylczego Amerykanina jest oparty na stereotypowym postrzeganiu rdzennych ludów w czasach Dzikiego Zachodu, najczęściej wodzów. Wrestlerzy z tym gimmickiem zwykle nie są w pełni cywilizowani, ale wyróżniają się szlachetnością. Często można ich zobaczyć w pióropuszu lub z tomahawkiem. Przy różnych okazjach (na przykład przed walką) wykonują taniec wojenny. Gimmick Tubylczego Amerykanina odgrywali między innymi Chief Big Heart, Billy White Wolf, Chief Black Eagle, Dances with Dudley, Don Eagle, Little Beaver, Wahoo McDaniel, Jay Strongbow, Jules Strongbow, Tatanka, Chief White Eagle oraz Chris, Jay i Mark Youngblood.

### Gimmicki sportowe

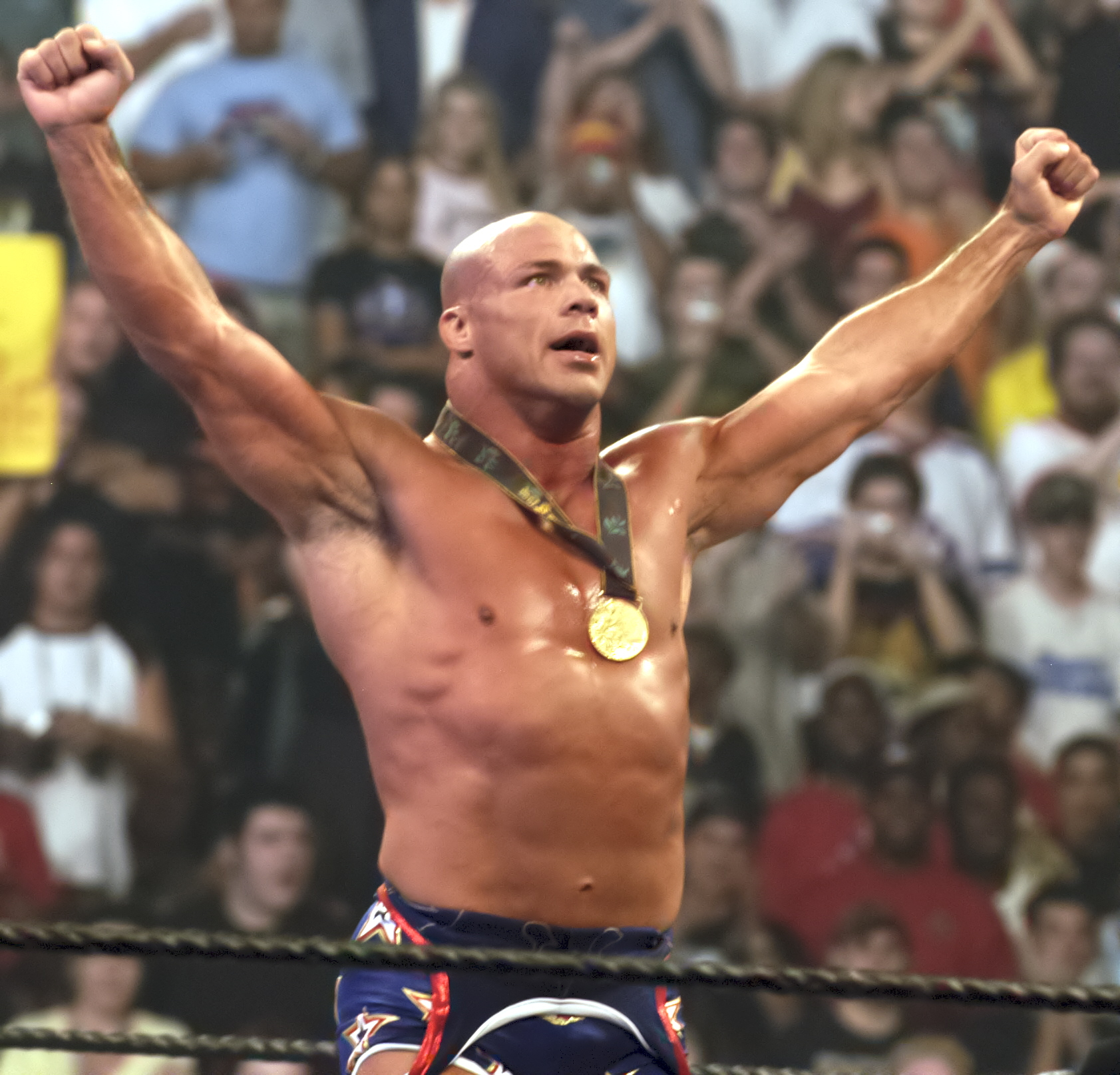
Kurt Angle ze swoim medalem olimpijskim

Niektórzy wrestlerzy szczególnie eksponują swoje przeszłe sukcesy w różnych dyscyplinach sportowych. Czasem noszą strój adekwatny do swojej dawnej dyscypliny sportowej, a nawet zdobyte trofea. Kurt Angle słynął z tego, że wygrał w turnieju zapasów na Letnich Igrzyskach Olimpijskich w 1996 roku w stylu wolnym w kategorii 100 kg. Jako wrestler często nosił ze sobą swój złoty medal olimpijski i występował w stroju zapaśniczym. Mark Henry szczególnie eksponował fakt, że w przeszłości zdobył wiele nagród związanych z podnoszeniem ciężarów, trójbojem siłowym i zawodami strongmanów, w tym główną nagrodę w zawodach World’s Strongest Man w 2002 roku. W WWE był też z tego powodu często nazywany najsilniejszym na świecie. Naomi miała przez pewien czas gimmick cheerleaderki, a w przeszłości faktycznie była także cheerleaderką drużyny koszykarskiej Orlando Magic. Inne przykłady wrestlerów z tym gimmickiem to między innymi: rugbysta Cesaro, hokeista The Goon, bokser Marc Mero i baseballista Abe „Knuckleball” Schwartz.

### Gimmicki komediowe

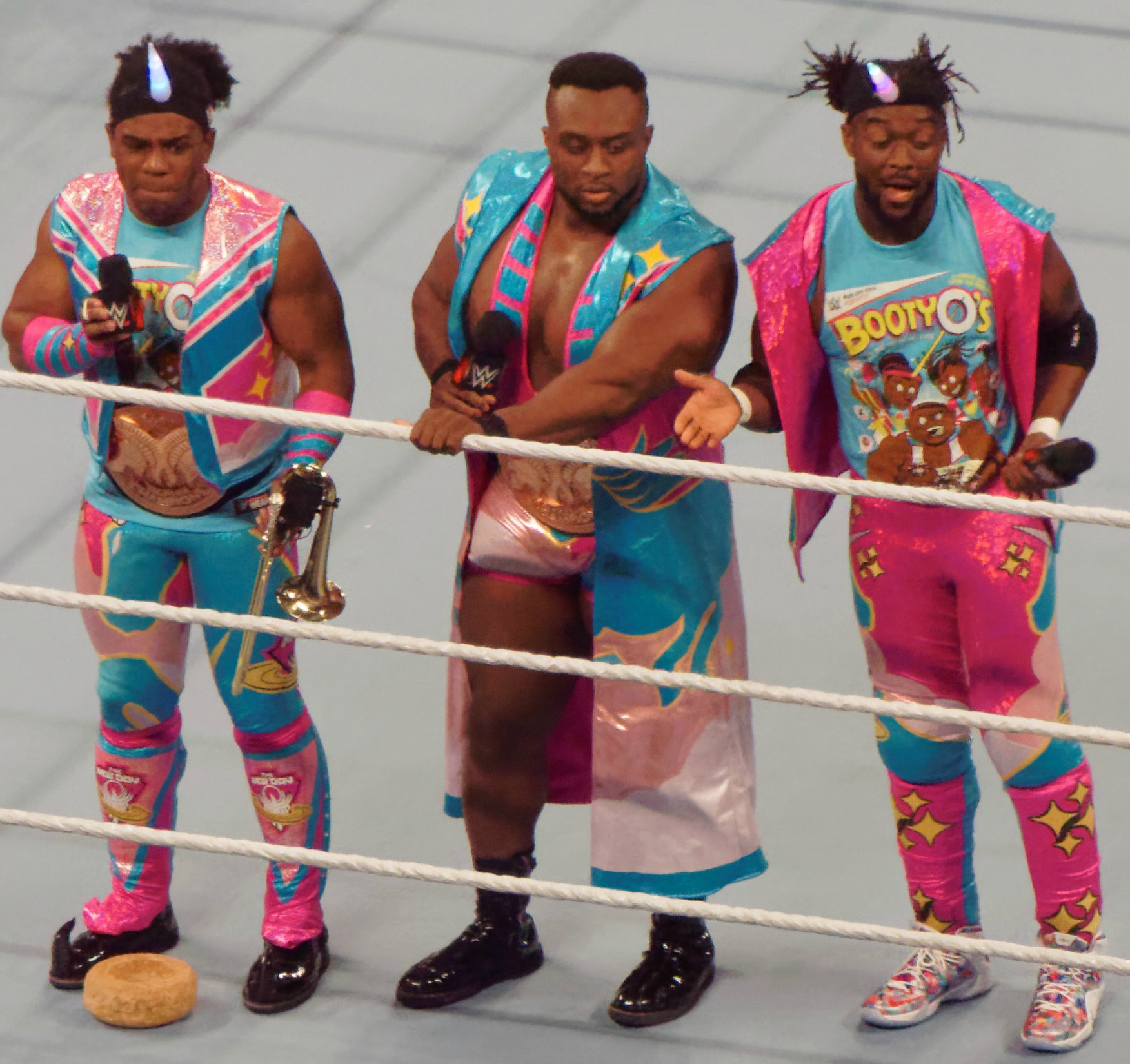
Tag team The New Day posługujący się gimmickiem komediowym

Gimmicki nastawione na rozśmieszanie widowni. Wrestlerzy z tym gimmickiem często są nieudacznikami, którzy przegrywają w komediowy sposób, czasem z własnej winy. Przykładami takich wrestlerów są James Ellsworth, Curt Hawkins i Santino Marella.
Komiczni wrestlerzy mogą być też głównymi gwiazdami na galach, a nawet mistrzami. Ich zachowanie bawi widownię, ale sami zawodnicy są kompetentni w ringu. Ich komizm może wynikać z wyśmiewania przeciwnika lub lekkiego podejścia do pojedynków. Przykładami takich wrestlerów są The Hurricane, Asuka i tag teamy The Bushwhackers oraz The New Day.
W wrestlingu czasem pojawiają się też parodie. Na przykład Gillberg parodiował Billa Goldberga, tylko w przeciwieństwie do niezwyciężonego Goldberga, Gillberg zawsze przegrywał. Wrestlerka znana jako Daffney występowała w TNA w latach 2008–2009 jako była gubernatorka Alaski i republikańska kandydatka na wiceprezydenta USA w wyborach w 2008 roku Sarah Palin, a Nigel Sherrod wielokrotnie występował w ringu jako Elvis Presley.

### Gimmicki paranormalne

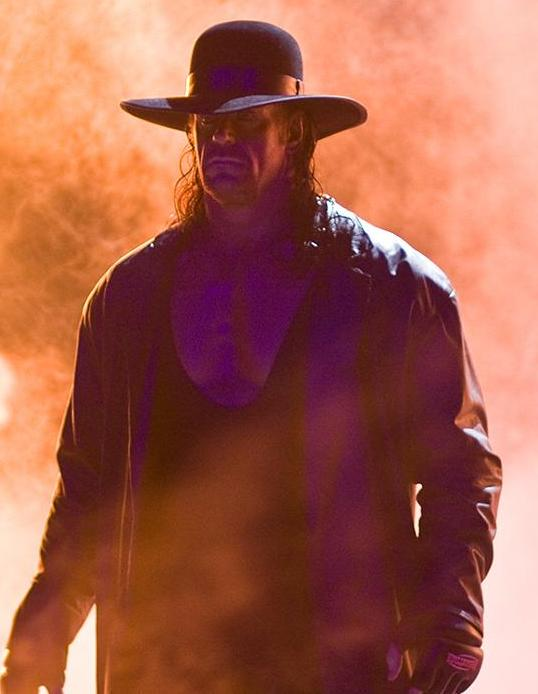
Nieumarły The Undertaker

Są to gimmicki inspirowane mitami, legendami i stworzeniami fantastycznymi. Wrestlerzy z tym gimmickiem mogą posiadać paranormalne moce. Przykładami takich wrestlerów to: boogeyman The Boogeyman, wampir Gangrel, przywoływacz ognia Kane, szaman Voodoo Papa Shango, umiejący się teleportować wojownik z równoległego wszechświata The Ultimate Warrior i nieumarły The Undertaker.

### Potwory

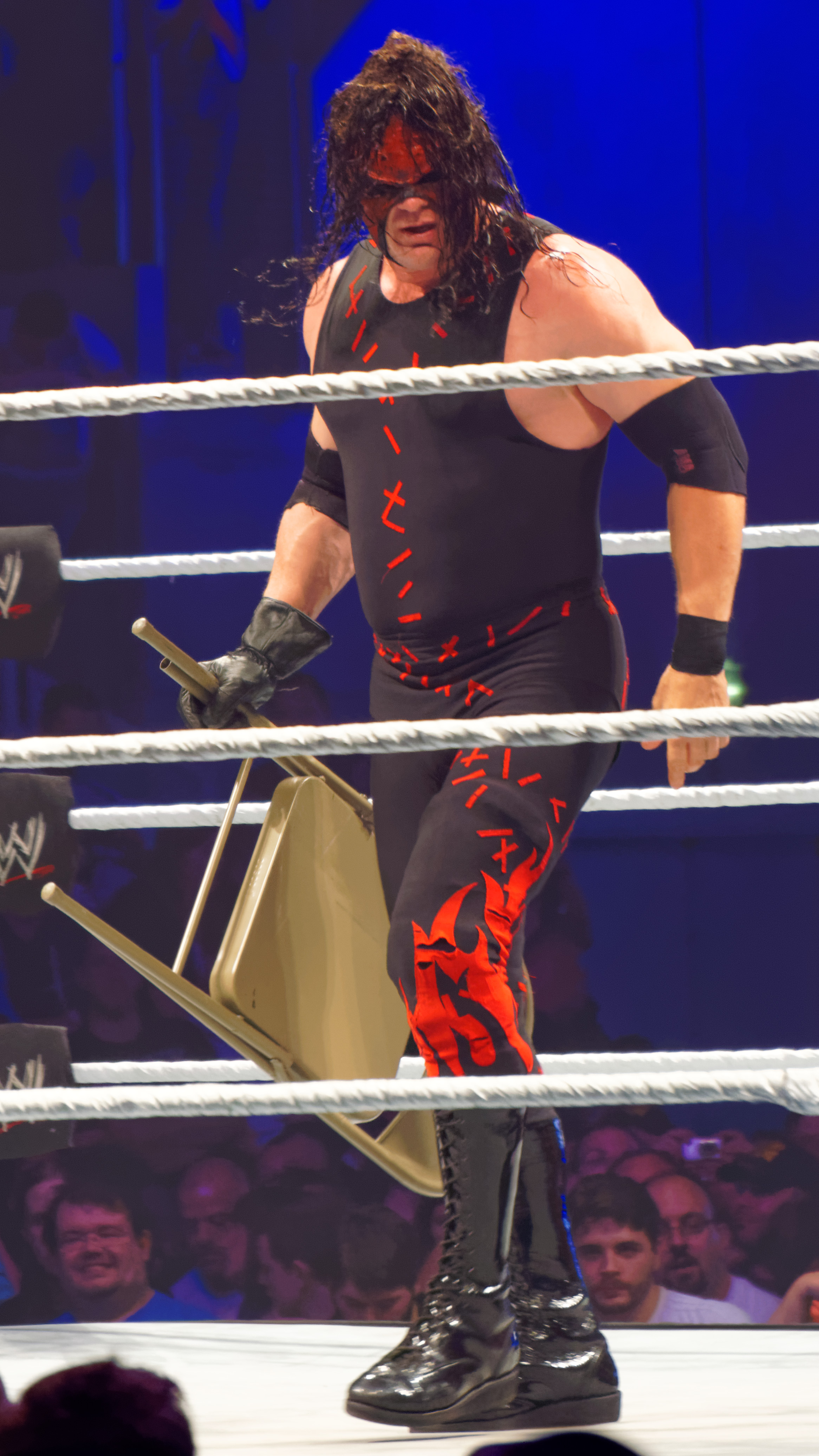
Gimmick Kane’a to połączenie monstera, osoby z umiejętnościami paranormalnymi i osoby zaburzonej psychicznie

Zawodników wyróżniających się swoją masą lub wzrostem czasem promuje się jako potwory zwane we wrestlingu monsterami. Są agresywni, oszczędni w słowach, a czasem sadystyczni. Często pełnią rolę heelów. Przykładami takich wrestlerów są: Abdullah the Butcher Wielki czerwony potwór Kane, King Kong Bundy, Ryback i Potwór pośród ludzi Braun Strowman.

### Narcyzowie
Jednymi z najczęściej pojawiających się postaci we wrestlingu są narcyzowie, których główną motywacją do uprawiania wrestlingu jest rozgłos lub zwrócenie na siebie uwagi. Często podkreślają swoją atrakcyjność fizyczną lub wywyższają swoje umiejętności. Mogą też być playboyami. Zazwyczaj są heelami. Przykłady takich wrestlerów to: Buff Bagwell, Tyler Breeze, Rob Conway, Mark Jindrak, The Gorgeous JR, Jason Knight, Lex Luger, Rick Martel, Chris Masters, Shawn Michaels, Paul Orndorff, Cody Rhodes, Scotty Riggs, Rick Rude i Sylvan. Za wrestlera, który jako pierwszy opracował ten gimmick uważa się Gorgeous George’a.

### Szydercy
Niektórzy wrestlerzy budują swoją popularność głównie na segmentach promocyjnych, w czasie których wywyższają własne umiejętności i szydzą ze swoich przeciwników, a czasem nawet krytykują zarząd danej organizacji wrestlerskiej. Wrestlerzy z tym gimmickiem często zostają głównymi bohaterami gal i głównymi mistrzami organizacji. Zazwyczaj są szczególnie popularni wśród fanów. Przykłady to: Stone Cold Steve Austin, Becky Lynch, Hulk Hogan, Chris Jericho, CM Punk, Roddy Piper, The Rock, Dusty Rhodes, Ric Flair i Randy Savage.

### Gimmicki wzorowane na zaburzeniach psychicznych
Wrestlerzy z gimmickiem zaburzonych psychicznie reprezentują choroby umysłowe w sposób przerysowany, porównywalny z szaleństwem. W założeniu zaburzeni wrestlerzy mogą być straszni lub śmieszni. Przykładami zawodników z takimi gimmickami są: zaburzeni urojeniowo Bray Wyatt i Woken Matt Hardy, niepełnosprawny intelektualnie Eugene, cierpiący na sadystyczne zaburzenia osobowości i zespół stresu pourazowego spowodowany śmiercią rodziców Kane oraz niezrównoważony i porywczy Loose Cannon Brian Pillman.

### Gimmicki wzorowane na zwierzętach
Wrestlerzy z tymi gimmickami wzorują swoją postać na zwierzętach. Upodabniają się do wybranych przez siebie zwierząt maskami, strojem lub stylem walki. Przykłady takich zawodników to tag team The Killer Bees (pszczoły), Battle Kat (kot domowy), Kobra Moon (kobra), Junkyard Dog (pies), Prince Puma (puma), Rhyno (nosorożec), The Red Rooster (kogut), Shark Boy (rekin), Tiger Mask (tygrys azjatycki) i El Torito (byk).
Są też wrestlerzy, którzy wyróżniają się posiadaniem zwierzęcia, z którymi często pokazują się na galach. Ich zwierzęta mogą pełnić funkcję maskotki, a okazjonalnie być wykorzystywane do walki lub odwrócenia uwagi przeciwnika. Przykłady to tag team The British Bulldogs i ich buldog Matilda, Teddy Hart i jego kot Mr. Money, Jake Roberts i jego pyton Damien, Koko B Ware i jego ara ararauna Frankie oraz Torrie Wilson i jej pudel miniaturowy Chloe.

## Postacie odgrywane przez różnych wrestlerów
We wrestlingu występują postacie, które z różnych powodów, najczęściej ze względu na swoją popularność, są odgrywane przez różnych wrestlerów w różnych okresach. Poniżej wymienione są takie postacie i osoby, które się w nie wcielały:
- Black Tiger – Mark „Rollerball” Rocco (1982–1990), Eddie Guerrero (1993–1996), César Cuauhtémoc González (2003–2006), Rocky Romero (2005–2009) Tatsuhito Takaiwa (2009–2011), Tomohiro Ishii (2011) i Kazushige Nosawa (2012)
- Doink the Clown – Matt Borne (oryginalny Doink the Clown), Ray Apollo[121], Ace Darling[122], Nick Dinsmore, Steve Keirn, Steve Lombardi, Dusty Wolfe[121]
- Lord Humongous – Mike Stark (oryginalny Lord Humongous)[36], Bull Buchanan[123], Emory Hale[124], Gary Nations[125], Sid Vicious[126]
- Sin Cara – Ignascio Alvirde (oryginalny Sin Cara)[127], Jorge Arias[128]
- Suicide – Christopher Daniels, Jonathan Gresham, Kiyoshi, Caleb Konley, Michael Payne, T.J. Perkins
- Tiger Mask – Satoru Sayama (I), Mitsuharu Misawa (II), Koji Kanemoto (III), Yoshihiro Yamazaki (IV), Ikuhisa Minowa (V), Kōta Ibushi (VI)[129]